# Ctenoneura kemneri
Ctenoneura kemneri es una especie de cucaracha del género Ctenoneura, familia Corydiidae. Fue descrita científicamente por Princis en 1967.
Habita en Indonesia (Java).